# Tuzamapan de Galeana
Tuzamapan de Galeana är en kommun i Mexiko.   Den ligger i delstaten Puebla, i den sydöstra delen av landet, 180 km öster om huvudstaden Mexico City.
Följande samhällen finns i Tuzamapan de Galeana:
- Huitziltepec
- Ricardo Flores Magón
- El Tuti
- El Zorrillo
- Las Tuzas
- La Junta Poza Larga
- El Jayal